# Рівне (Первомайський район)
Рі́вне (до 1945 року — Аджи́-Атма́н, крим. Acı Atman) — село Курманського району Автономної Республіки Крим.

## Населення
Згідно з переписом УРСР 1989 року чисельність наявного населення села становила 260 осіб, з яких 120 чоловіків та 140 жінок.
За переписом населення України 2001 року в селі мешкало 248 осіб.

### Мова
Розподіл населення за рідною мовою за даними перепису 2001 року:
| Мова              | Відсоток |
| ----------------- | -------- |
| кримськотатарська | 39,52 %  |
| російська         | 38,31 %  |
| українська        | 20,97 %  |
| вірменська        | 0,40 %   |
| інші              | 0,80 %   |